# Libnotes (Neolibnotes) immaculipennis
Libnotes (Neolibnotes) immaculipennis is een tweevleugelige uit de familie steltmuggen (Limoniidae). De soort komt voor in het Oriëntaals gebied.